# 야마세역
야마세역(일본어: 山瀬駅)은 일본 도쿠시마현 요시노가와시에 위치한 시코쿠 여객철도 도쿠시마 선의 철도역이다. 역 번호는 B13이며, 상대식 승강장 2면 2선의 구조를 갖춘 지상역이다.

## 이용 현황
| 연도     | 하루 평균 | 연도     | 하루 평균 |
| 1995년도 | 186       | 2003년도 | 157       |
| 1996년도 | 207       | 2004년도 | 148       |
| 1997년도 | 189       | 2005년도 | 144       |
| 1998년도 | 186       | 2006년도 | 146       |
| 1999년도 | 187       | 2007년도 | 141       |
| 2000년도 | 173       | 2008년도 | 162       |
| 2001년도 | 169       | 2009년도 | 144       |
| 2002년도 | 161       | 2010년도 | 142       |
| -------- | --------- | -------- | --------- |

## 역 주변
- 국도 제192호선

## 역사
- 1899년 12월 23일 : 야마자키역으로서 개업.
- 1914년 3월 25일 : 야마세역으로 개칭.
- 1983년 4월 1일 : 무인역화.
- 1987년 4월 1일 : 일본국유철도 분할 민영화에 의해, 시코쿠 여객철도가 승계.

## 인접 역
| 시코쿠 여객철도     | 시코쿠 여객철도 | 시코쿠 여객철도               |
| ------------------- | --------------- | ----------------------------- |
| B 12 가쿠 사코 방면 | 도쿠시마 선     | 아와야마카와 B 14 쓰쿠다 방면 |